# Radiométrie

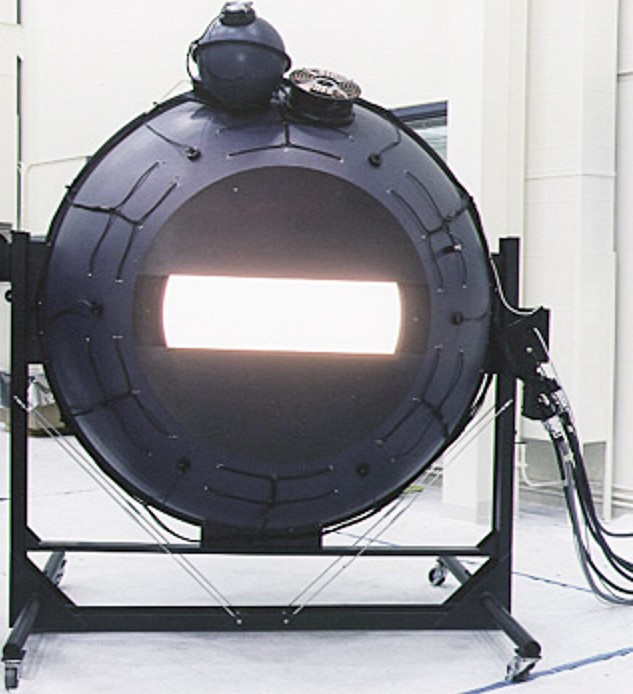
Une sphère intégrante, moyen de mesure de la puissance lumineuse ou de la réflectivité d'un objet.

La radiométrie est le domaine qui étudie la mesure de l'énergie transportée par les rayonnements, dont les rayonnements électromagnétiques comme la lumière visible.
Certains domaines de la radiométrie forment une discipline particulière. Dans le domaine de l'éclairage et de la captation d'images, la photométrie étudie les rayonnements du point de vue de la vision humaine. L’actinométrie étudie les rayonnements du Soleil, de l’atmosphère et de la Terre au niveau du sol. La spectroradiométrie est la mesure de grandeurs radiométriques dans des bandes étroites de longueur d'onde. 
En astronomie, en particulier en radioastronomie, et dans la télédétection, les termes de « radiométrie » et de « photométrie » sont souvent interchangeables ; la visibilité d'un rayonnement n'a pas d'importance pour l'étude d'un astre, ni pour l'étude quantitative de la lumière qui traverse les instruments d'optique.

## Grandeurs radiométriques
| Grandeur radiométrique    | Symbole                   | Unité SI (nom et symbole)                       | Dimension | Équivalent photométrique |
| ------------------------- | ------------------------- | ----------------------------------------------- | --------- | ------------------------ |
| Énergie électromagnétique | {\displaystyle Q_{e}}     | joule (J)                                       | M⋅L²⋅T⁻²  | Quantité de lumière      |
| Flux énergétique          | {\displaystyle \phi _{e}} | watt (W)                                        | M⋅L²⋅T⁻³  | Flux lumineux            |
| Intensité énergétique     | {\displaystyle I_{e}}     | watt par stéradian (W⋅sr⁻¹)                     | M⋅L²⋅T⁻³  | Intensité lumineuse      |
| Luminance énergétique     | {\displaystyle L_{e}}     | watt par stéradian par mètre carré (W⋅sr⁻¹⋅m⁻²) | M⋅T⁻³     | Luminance lumineuse      |
| Éclairement énergétique   | {\displaystyle E_{e}}     | watt par mètre carré (W⋅m⁻²)                    | M⋅T⁻³     | Éclairement lumineux     |
| Exitance énergétique      | {\displaystyle M_{e}}     | watt par mètre carré (W⋅m⁻²)                    | M⋅T⁻³     | Exitance lumineuse       |
| Exposition énergétique    | {\displaystyle H_{e}}     | joule par mètre carré (J⋅m⁻²)                   | M⋅T⁻²     | Exposition lumineuse     |

Le suffixe {\displaystyle _{v}} peut remplacer le {\displaystyle _{e}} pour signifier une quantité photométrique.
Certaines grandeurs sont accompagnées de termes complémentaires à cause de l'équivalence des racines latine (radi-) et français (rayon-) et de la transposition des termes de la photométrie (énergétique remplaçant lumineux).